# Donezbecken

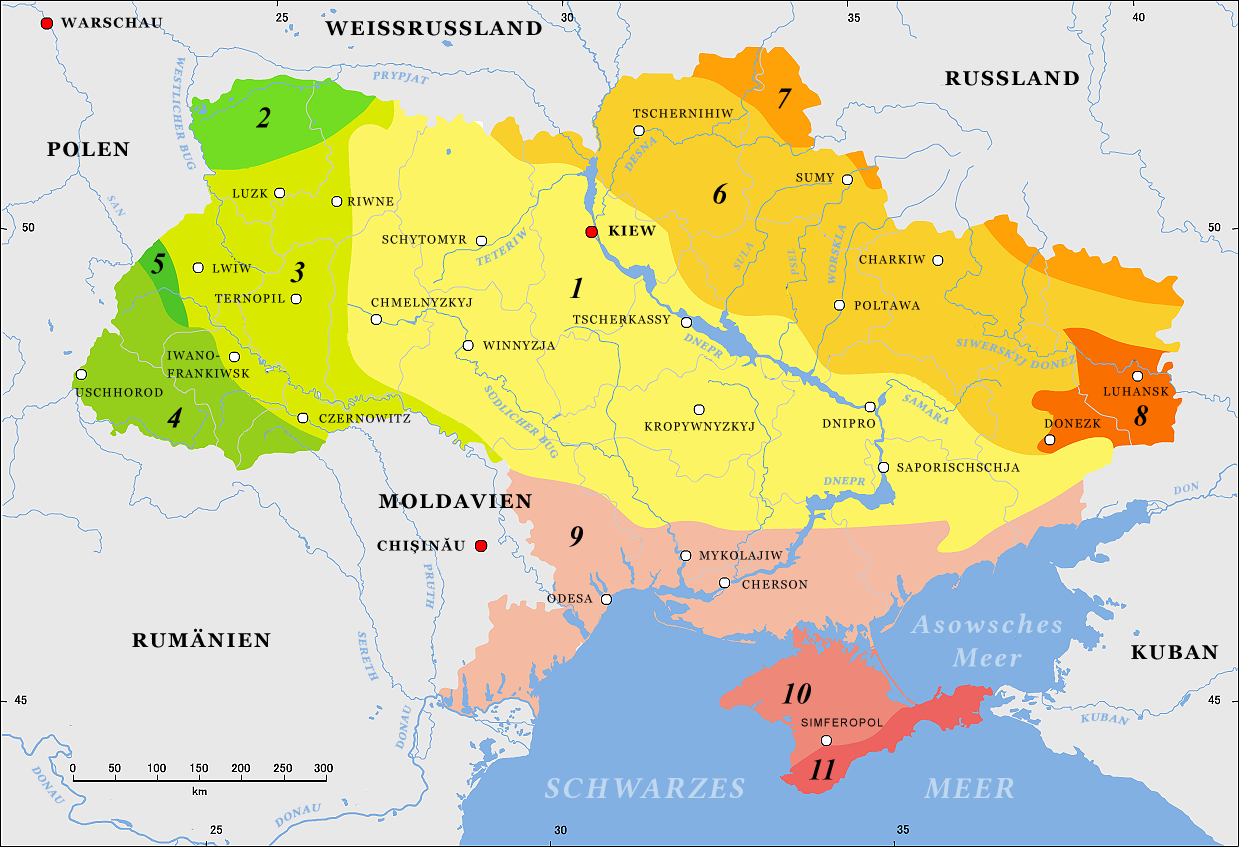
Naturräumliche Gliederung der Ukraine.
(8) Ukrainischer Teil des Donezbeckens

Das Donezbecken (ukrainisch Донецький басейн Donezkyj bassejn; russisch Донецкий бассейн Donezki bassein), kurz auch der Donbass (ukrainisch Донбас, englisch Donbas, russisch Донбасс), ist ein großes Steinkohle- und Industriegebiet beiderseits der russisch-ukrainischen Grenze.

## Geographie
Das Donezbecken wird im Nordostteil vom namensgebenden Siwerskyj Donez (russisch Sewerski Donez, auch kurz Donez) durchflossen. Der Fluss entwässert über den Don in das Asowsche Meer. Innerhalb der Ukraine gehören der nördliche und mittlere Teil der Oblast Donezk, der südliche Teil der Oblast Luhansk und der äußerste Osten der Oblast Dnipropetrowsk zum Donezbecken, auf russischer Seite ist es der westliche Teil der Oblast Rostow. Das Zentrum des Donbass ist Donezk, die fünftgrößte Stadt der Ukraine. Größere Städte (über 100.000 Einwohner) sind außerdem Luhansk, Makijiwka, Horliwka, Kramatorsk und Slowjansk sowie Altschewsk, Sjewjerodonezk und Lyssytschansk. Das Gebiet ist kein geomorphologisches Becken und wird auch nicht vom Flüsschen Donez geprägt, es umfasst mit dem Donezrücken Landschaften mit Mittelgebirgscharakter. Namengebend ist das kohleführende Sedimentbecken, das Basis für das Bergbau- und Industrierevier ist.
Im Donezbecken herrschte 2025 akuter Wassermangel. Die frühere sowjetische Wasserversorgung dieses Steppengebietes war zerstört. Dazu hatte der Oskilsker Stausee in der Region Charkiw gehört. Ohne die Ukraine gebe es kaum eine Lösung für das Wasserproblem des Donbass.

## Geologie, Kohlevorkommen und Bergbau
Das Donezbecken ist ein Abschnitt eines etwa 1600 Kilometer langen, paläozoischen Grabenbruchs, vermutlich eines Aulakogens (eines intrakontinentalen Grabenbruchs als passiver Arm eines Tripelpunkts, bei dem es nicht zur Bildung ozeanischer Kruste gekommen ist). Das Becken liegt innerhalb des südwestlichen, Sarmatia genannten Kratons als eines Bestandteils des osteuropäischen Kratons, der als Teil von Baltica einen der Kerne des präkambrischen Europas bildet. Das langgestreckte, im Devon abgesunkene Paläorift wird, je nach Autoren, als Pripyat-Donez-Aulakogen oder als Pripyat-Dniepr-Donez(-Karpinsky)-Becken bezeichnet. Es trennt den sarmatischen Kraton in zwei Teilblöcke, deren südwestlicher als Ukrainischer Schild, der nordöstliche als Woronesch-Massiv bezeichnet wird. Die Sedimentfüllung des Beckens erreicht insgesamt über 20 Kilometer Mächtigkeit. Das geologische (Dnjepr-)Donez-Becken ist etwa 60 bis 70 Kilometer breit. Es erstreckt sich von Westnordwest nach Ostsüdost, etwa mit den Städten Luhansk auf dem nordöstlichen und Donezk nahe dem südöstlichen Rand. Das Becken quert die ukrainisch-russische Grenze, sein Südostteil um die Stadt Schachty liegt in Russland. Seine heutige Gestalt geht auf sekundäre Faltungen zurück, deren Alter umstritten ist (je nach Autoren vom Perm bis zur Kreide). Dadurch sind die Sedimentschichten mit den Kohleflözen aufgefaltet und mehr oder weniger steil stehend.
Die kohleführenden Sedimente wurden im Erdzeitalter des Karbon abgelagert. Sie sind im Donezbecken bis zu 14 Kilometer mächtig, wobei fast die gesamte Sequenz flözführend ist. In den meisten Regionen existieren zwischen 10–14 und 30–40 abbauwürdige Kohleflöze. Die Flöze des Donezbeckens sind geringmächtig, aber über weite Strecken aushaltend, mit einer Durchschnittsmächtigkeit von nur je 60 Zentimeter bis zu einem Meter, nur selten und ausnahmsweise über zwei Meter. Jedes Flöz ist Bestandteil einer regelmäßigen Abfolge von festländischen und marinen Sedimenten (Zyklothemen), die vermutlich auf Meeresspiegelschwankungen durch Eisschilde der permokarbonischen Vereisung zurückgehen. Es handelt sich überwiegend um hochwertige Anthrazitkohle; geringerwertige bituminöse Steinkohle ist auf Bereiche nahe dem Nord- und Westrand des Beckens beschränkt.
Der Kohlebergbau im Gebiet begann im Zarenreich, das erste Bergwerk wurde 1796 in Lyssytschansk eröffnet. Im Jahr 1991 waren im ukrainischen Teil des Donezbeckens 202 Bergwerke in Betrieb, ihre Zahl fiel bis 2002 auf 161 ab. 1990 erreichte die Steinkohleförderung 164,8 Millionen Tonnen, sie fiel bis 1996 auf 71,7 Millionen Tonnen ab, um bis 2002 auf 83,4 Millionen Tonnen wieder anzusteigen. Im russischen Teil des Donezbeckens sank parallel dazu die Zahl der Bergwerke von 67 auf 18, im Jahr 2002 erreichte die Förderung 5,4 Millionen Tonnen. Der Rückgang der Förderung hängt nicht mit einer Erschöpfung der Vorräte zusammen, sie werden auf 60 Milliarden Tonnen Kohle geschätzt (davon etwa zehn Prozent im russischen Teil des Beckens), sondern mit dem Zusammenbruch der verbrauchenden Industrie nach dem Ende der Sowjetunion. Der Bergbau ist aber in erhebliche Tiefen vorgedrungen, mit durchschnittlichen Abbautiefen um 720 Meter und Maximaltiefen von 1200 Metern. Fast 40 Prozent der Bergwerke fördern schon seit Mitte 20. Jh. oder früher.
Aufgrund der geringen Investitionen und aufgeschobener Wartungsarbeiten gelten die Bergwerke des Donbas als extrem gefährlich. Die Vernachlässigung setzte dabei schon in sowjetischer Zeit ein, weil Pläne bestanden, den Bergbau mittelfristig in leichter erreichbare Lagerstätten im Osten Russlands zu verlagern. Allein in den Jahren 1991 bis 2000 kamen 3458 Bergleute bei Grubenunglücken ums Leben.
Nach der von Russland gesteuerten Abtrennung von Teilen des Donbas 2014 (siehe unten) wurden Bergwerksanlagen zerlegt und verkauft, etwa im Bergwerk „Oktober“. Im Juni 2017 beschloss die Regierung der selbsternannten „Volksrepublik Donezk“, die Wasserhaltung mehrerer Bergwerke einzustellen und diese damit aufzugeben.
In der Region finden sich weitere wertvolle Bodenschätze wie Lithium, Kobalt, Titan und Seltene Erden, was als ein möglicher Aspekt für Russlands Aggression 2022 vermutet wird. Allein das Lithium-Vorkommen in der Ukraine wird auf etwa 500.000 Tonnen geschätzt – und wäre damit eines der größten der Welt.

## Geschichte

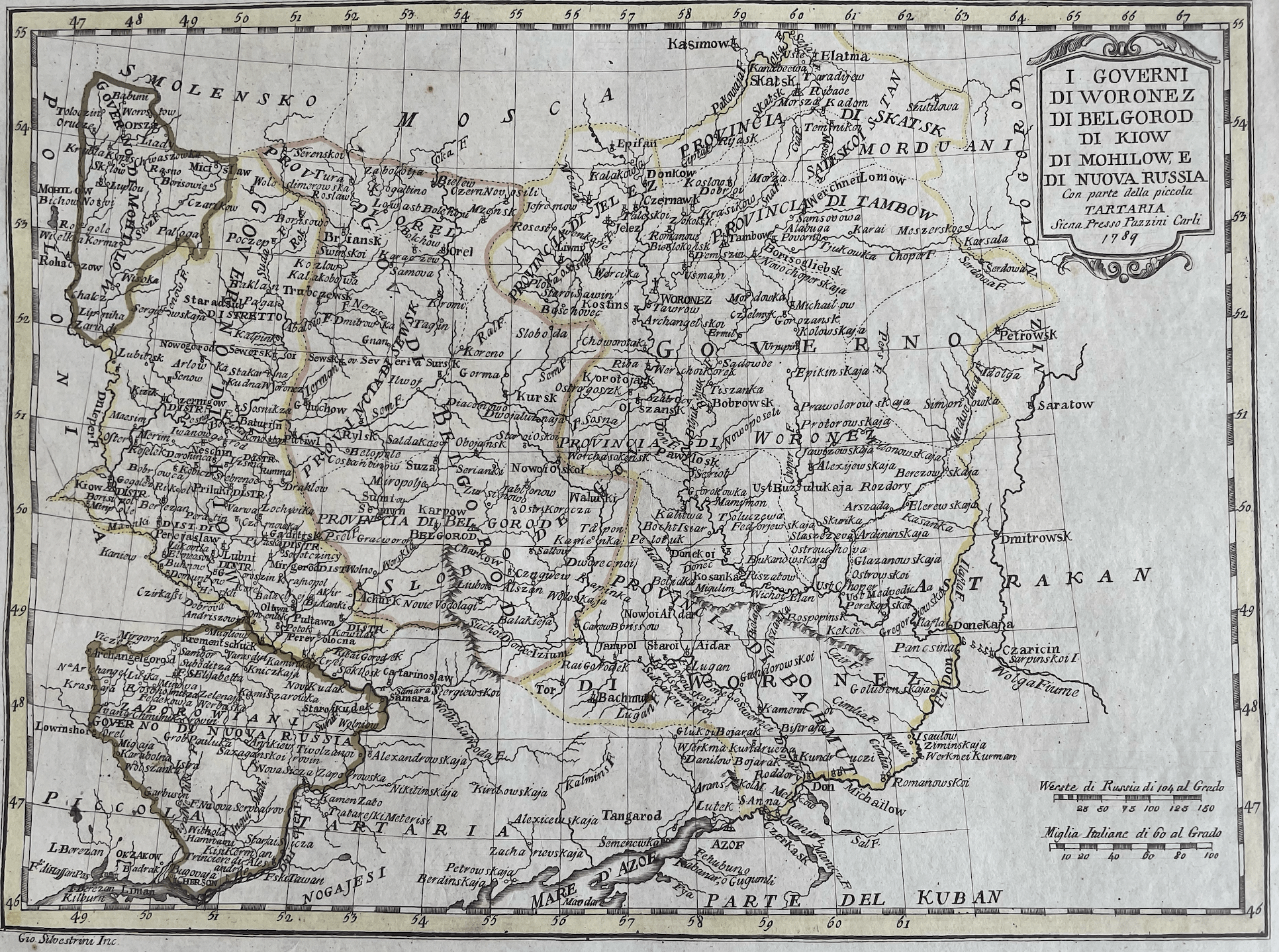
Die Karte zeigt die Provinz Bachmut als Teil des Gouvernement Woronesch, einschließlich der Festung Bachmut, sowie einige andere Städte, darunter Lugan (heute Luhansk).

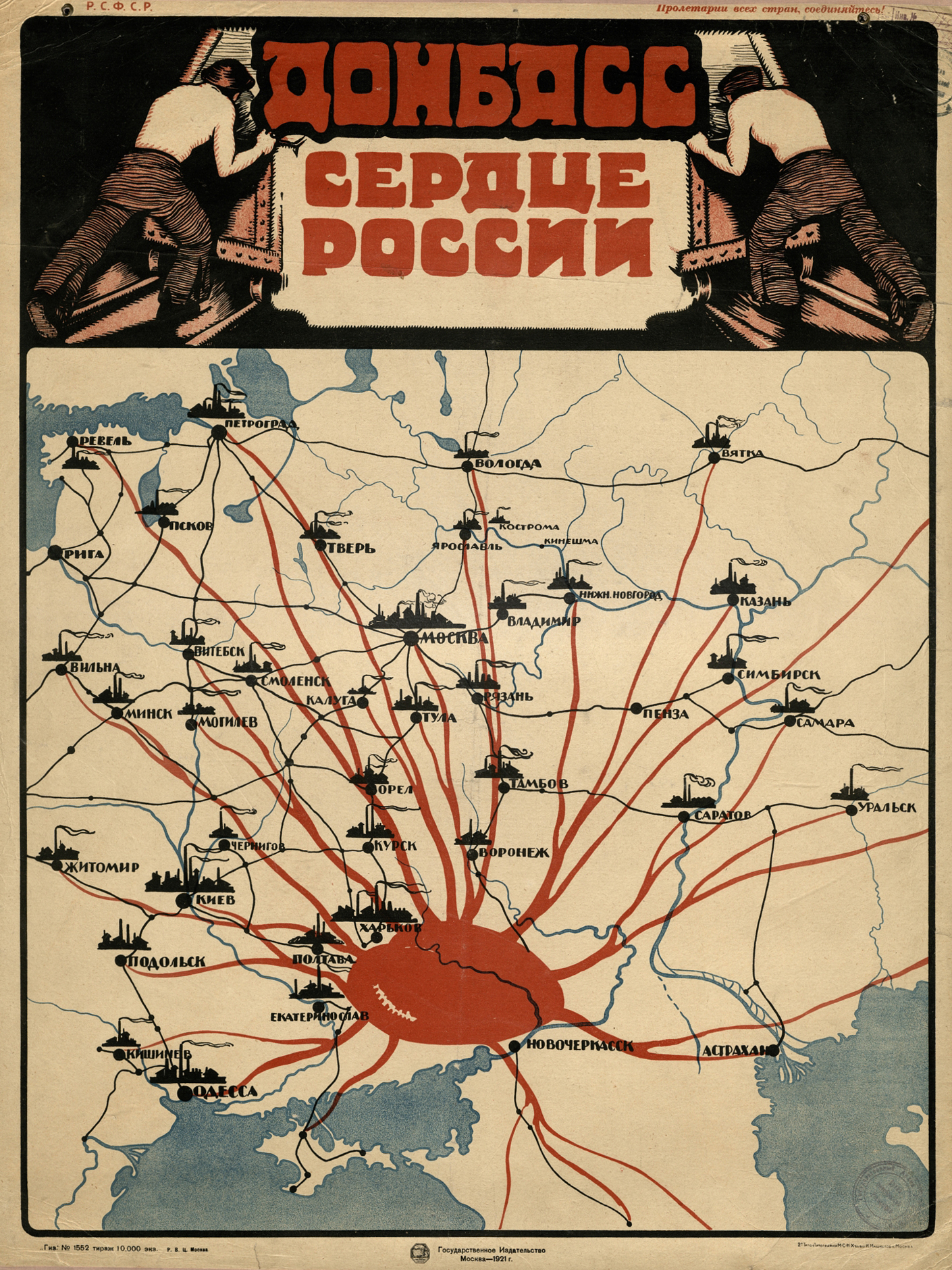
Ein Poster von 1921 preist das Donezbecken als das Herz (Sowjet-)Russlands

Bevor die Region als Donbas bekannt wurde, trug sie den Namen der Provinz Bachmut nach dem Namen der Festung Bachmut (von August 2022 bis Mai 2023 durch Angriffe russischer Truppen völlig zerstört). Während einige behaupten, die Festung Bachmut sei 1701 auf Befehl von Peter I. erbaut worden, bestehen die Gegner darauf, dass der Wachposten – Bakhmutska – bereits seit 1571 existierte, um die Gebiete vor Tataren zu schützen. Eine weitere Stadt mit einer alten Geschichte ist Slowjansk, früher Tor genannt. Tor wurde in den späten 1630er Jahren häufig erwähnt. Die Biografien von prominenten Kosigen wie Iwan Bohun und Martyn Pushkar sind mit diesen Gebieten verbunden.
In den Jahren 1707–08 erhoben sich entlaufene Leibeigene, Deserteure und eingezogene Arbeiter unter Kondraty Bulawin, einem kosakischen Anführer, gegen die Bojaren und Oberhäupter, Ausländer und Steuereintreiber sowie gegen die Amtskirche.
Das Gebiet liegt am Schnittpunkt der historischen und kulturellen Regionen der Ukraine: Slobozhanshchyna, Zaporizhzhia und Pryazovia. Es wird oft auch als Don-Gebiet bezeichnet. Im Jahr 1786 (damals regierte Katharina II.) wurde unter dem Namen „Land der Donkosaken“ (Zemlya Voyska Donskogo) eine russische Verwaltungseinheit gegründet.
Die Kohlevorkommen wurden Anfang des 18. Jahrhunderts entdeckt und werden seit 1770 abgebaut. Die Lagerstätten waren eine wichtige Voraussetzung für den Ausbau des russischen Eisenbahnnetzes gegen Ende des 19. Jahrhunderts.
Seit dem Beginn der 1930er Jahre arbeiteten in den Bergwerken des Donbass hunderte Bergleute aus dem Ruhrgebiet, die während der Weltwirtschaftskrise arbeitslos geworden waren und sich deshalb ins Donezbecken verpflichtet hatten.
Fast alle dieser Bergleute wurden Opfer der Stalinschen Säuberungen, soweit sie nicht bis 1935/36 nach Deutschland zurückgekehrt waren.
Nach dem Beginn des deutschen Überfalls auf die Sowjetunion wurden große Industriebetriebe im Donezbecken demontiert und mit ihren Facharbeitern nach Westsibirien in das Kusbass verlegt, bevor deutsche Truppen große Teile der Ukraine besetzten. So verwandelte sich das Kusnezker Becken in eine Rüstungsschmiede der sowjetischen Armee. Omsk, Nowosibirsk, Krasnojarsk und andere Städte hinter dem Ural entwickelten sich zu wichtigen Industriezentren. Im Zweiten Weltkrieg war das Donezbecken wegen seiner reichen Kohlegruben und deren strategischer Bedeutung ein Hauptangriffsziel des Unternehmens Barbarossa. Die Wehrmacht eroberte es bereits im Frühherbst 1941, wenige Monate nach dem Beginn des Deutsch-Sowjetischen Krieges, besetzte es und beutete es aus.
Bei der Durchsetzung von Zwangsarbeit verwendeten die deutschen Besatzer Methoden, die ähnlich grausam waren wie die bis 1941 praktizierten stalinistischen Methoden. Die Rote Armee gewann die Donezbecken-Operation (16. August bis 22. September 1943) und eroberte es zurück.
Ab 1944 wurden deutsche Kriegsgefangene in Lagern im Donbass wie Stalino interniert und mussten in Bergwerken arbeiten. Die Zahl der eingesetzten Kriegsgefangenen wird auf 200.000 geschätzt. In den Jahren 1944–1945 wurden auch Rumäniendeutsche aus Siebenbürgen und dem Banat sowie Ungarndeutsche aus Ungarn dorthin deportiert und zu ähnlichen Zwangsarbeiten gezwungen. Aus dem damaligen Jugoslawien verschleppten deutschstämmigen Zivilisten erging es in einem Lager bei Woroschilowgrad ähnlich. Viele von ihnen starben durch Arbeitsunfälle, Unterernährung und Krankheiten wie Typhus.
Ab dem Datum der Unabhängigkeit der Ukraine entwickelten sich der Donbass und weite Teile der Ukraine unterschiedlich. Ein großer Teil der Modernisierungen ging am Donbass vorbei. Durch die Großindustrie und deren auch politischen Einfluss durch Rinat Achmetow blieb die Region zwar produktiv, war aber auch Empfänger von Subventionen. Der allmähliche Niedergang förderte auch eine Sowjetnostalgie. Doch es waren die Bergleute aus dem Donbass, die 1994 vorgezogene Wahlen forderten, wodurch der erste Präsident der Ukraine, Leonid Krawtschuk von Leonid Kutschma abgelöst wurde.
2004 fand in der Ukraine die Orange Revolution statt. Das Putin-Regime begann, den russischsprachigen Südosten der Ukraine gegen die übrige Ukraine auszuspielen, lancierte Propaganda- und Hass-Videoclips und vieles mehr.
Die Bevölkerung des Donbass war ab 2013 während der monatelangen Proteste des Euromaidan überwiegend passiv geblieben. Kleinere Gruppen demonstrierten im Osten für den Maidan, größere Gruppen demonstrierten gelegentlich dagegen. Erst die Flucht Janukowytschs löste eine Mobilisierung aus; zunächst Solidaritätskundgebungen in Donezk, wie sie auch in Dnipro oder Charkiw vorkamen, danach organisierten teils Funktionäre der Partei der Regionen die einige tausend Aktivisten umfassenden Gruppen, laut Andreas Kappeler „gesteuert von Russland“. Die Oligarchen verloren rasch an Einfluss. Einer von ihnen, Serhij Taruta, war von der Regierung in Kiew als Gouverneur der Oblast Donezk eingesetzt worden.

## Russisch-Ukrainischer Krieg seit 2014

Eine Karte der Region während der eingefrorenen Konfliktphase des Krieges im Donbass, vom Ende des Kampfs um Debalzewe im Jahr 2015 bis zum russischen Überfall auf die Ukraine im Februar 2022

Durch Intervention paramilitärischer russischer Truppen erlangten bis zum 13. April 2014 bewaffnete Kräfte die Kontrolle über einige Stadtverwaltungen. Einer der Kommandeure, Igor Girkin, behauptete später: „Den Auslöser zum Krieg im Donbass habe ich gedrückt. Wenn unsere Einheit nicht über die Grenze gekommen wäre, wäre alles so (folgenlos) ausgegangen wie in Charkiw und in Odessa“. Am 14. April 2014 wurde mit dem Erlass № 405/2014 der Beginn der militärischen Anti-Terror-Operation (ATO) gegen die „Autonomisten“ im Donbass, auf der Krim und in Sewastopol erklärt.
Am 28. Juli 2014 meldete das UNHCHR den totalen Zusammenbruch von Recht und Ordnung in den von kleinen Gruppen selbsternannten „Volksrepubliken“ Lugansk und Donezk, von einer Terrorherrschaft der bewaffneten Gruppen über die Bevölkerung der Ostukraine mit Freiheitsberaubungen, Entführungen, Folterungen und Exekutionen.
Die Zurückdrängung der Milizen durch die Ukraine fand ein Ende mit dem Eingreifen russischer Truppen und dem so erzwungenen Waffenstillstand von Minsk.
Die politischen Anstrengungen der ukrainischen Regierung zur Gewährleistung der staatlichen Souveränität der Ukraine in den vorübergehend besetzten Territorien der Gebiete Donezk und Luhansk und deren Wiedereingliederung in den ukrainischen Staatsverband widerspiegelten sich auch in der ‘Militärstrategie der Ukraine’ der Jahre 2015 und 2020 und in den weiterhin bestehenden Kontakten und Rentenzahlungen.

Kontaktlinie des Protokolls von Minsk 2014 (bis 2022)

Im Jahr 2017 wurden die bis zu diesem Zeitpunkt weiterhin bestehenden wirtschaftlichen Verbindungen der „Volksrepubliken“ zur Ukraine durch die Verstaatlichung aller Unternehmen, respektive deren Zusammenfassung unter eine Firma in Südossetien, gekappt. Die Wiedereingliederung der Gebiete in die Ukraine wurde damit nochmals unwahrscheinlicher.
Das Gesetz Zur staatlichen Politik in den vorübergehend besetzten Territorien der Gebiete Donezk und Luhansk vom 18. Januar 2018 betraf die Einrichtung von Sicherheitszonen an der Kontaktlinie im Donbass.
Die Renten erhielt die Bevölkerung weiterhin von der Ukraine. Unter anderem dafür überquerten die Menschen die Kontaktlinie – durchschnittlich eine Million Menschen taten dies jeden Monat, so eine UNO-Stelle im Januar 2019. Erst nach 2019 fiel bei den Übergängen im Gebiet Donezk die Zahl von 7.690.000 Übergängen von Januar bis September 2019 auf gerade noch 28.000 von Januar bis September 2021. Das Eigentum von geflüchteten Bewohnern wurde derweil von den „Volksrepubliken“ eingezogen.
Seit 25. Februar 2021 war die „Militärstrategie“ 2021 der Ukraine durch Erlass № 121/2021 in Kraft, die bestimmte, dass „ein neues Modell der Organisation der Verteidigung der Ukraine, der Streitkräfte der Ukraine und anderer Komponenten der Verteidigungsstreitkräfte … die Beilegung des Konflikts, die Demobilisierung, die Wiederherstellung der Kontrolle über die Einhaltung des Regimes der Staatsgrenze der Ukraine und Wiedereingliederung der vorübergehend besetzten Gebiete … gewährleisten sollte.“
Am 21. Februar 2022 erkannte der russische Präsident Wladimir Putin die „Volksrepubliken“ als unabhängige Staaten an, und die Staatsduma ratifizierte diese Anerkennung einen Tag später. Am 24. Februar 2022 begann der völkerrechtswidrige Überfall Russlands auf die Ukraine. Für Russland ist das Donezbecken als Teil einer Landverbindung zur Krim von strategischem Interesse. Am 30. September 2022 proklamierte die Regierung Russlands einseitig Teile des Donezbeckens als Bestandteil der Russischen Föderation.

## Wirtschaft
Für die Schwerindustrie der Ukraine ist das Donbass bis heute so wichtig wie die Eisenerzvorkommen des Krywbass westlich des Dnepr. Im Jahr 1999 wurden im Donezgebiet jährlich 36 Millionen Tonnen Kohle gefördert. Auf russischer Seite ist die Produktion zurückgegangen; sie betrug 1999 noch rund 10 Millionen Tonnen Kohle.
Die Bergwerke sind ebenso wie die Anlagen zur Stahlproduktion durch ausbleibende Wartung und Investitionen inzwischen veraltet. Laut Angaben des ukrainischen statistischen Amts verzeichneten die Unternehmen im Donbass im ersten Quartal 2014 Verluste, die um 37 Prozent höher lagen als der Landesdurchschnitt. In absoluten Zahlen beliefen sie sich auf umgerechnet 1,8 Milliarden Euro, etwa 50 Prozent mehr als im gesamten Jahr 2013. Die Industrieproduktion des Donbass ging im Vergleich zur Vorjahresperiode um 13 Prozent zurück.
Zum 1. Oktober 2021 wurden Grenz- und Zollkontrollen zwischen den selbsternannten Volksrepubliken Donezk und Luhansk abgeschafft. Donezk und Luhansk kündigten eine wirtschaftliche Integration bis Jahresende an.

## Bevölkerung, Sprache und Politik in der Ukraine

Anteil der Bewohner, die Russisch als Muttersprache sprechen, nach Regionen (Volkszählung 2001)

In den größeren Städten besonders in den Oblasten Donezk und Luhansk dominiert das Russische als Muttersprache. Die hohe Bedeutung der russischen Sprache in den Städten der Ostukraine rührt daher, dass im Zuge der Industrialisierung viele Russen in die neugegründeten Städte dieses Gebietes einwanderten (insbesondere aus der Oblast Kursk). So waren etwa 1897 bei der Volkszählung 63,17 % der Bevölkerung der Stadt Charkiw russischer Abstammung. Das Ausmaß, in welchem die rurale ukrainische Bevölkerung in der Folgezeit in der Sowjetunion zur Abwanderung gezwungen und/oder ihr Tod durch eine möglicherweise systematische, vom Regime Stalins organisierte Hungersnot (Holodomor) in Kauf genommen wurde, ist Gegenstand anhaltender Forschungskontroversen, wird aber in diesen zwei Oblasten meist komplett bestritten. Fast die gesamte jüdische Bevölkerung, sofern nicht geflohen, wurde während der deutschen Besetzung im Zweiten Weltkrieg ausgelöscht.
Der Anteil der russischen Muttersprachler ist höher als derjenige der „ethnischen“ Russen, da Russisch als Muttersprache unabhängig von der Ethnie angegeben wird. Der Anteil liegt in Donezk bei 74,9 %, in Luhansk bei 68,8 %. In den ukrainischen Regionen gab es 2001 große russische Minderheiten von 39 % in Luhansk und 38,2 % in Donezk, während ethnische Ukrainer mit fast 60 % in beiden Regionen die Bevölkerungsmehrheit stellten.
In der ukrainischen Politik war bis zum Kriegsausbruch 2014 die gemeinhin als „prorussische“ Partei bezeichnete Partei der Regionen die stärkste Partei mit über 50 % der Stimmen. Diese Partei nahm an der Parlamentswahl 2014 nicht mehr teil. Aus russischer Sicht war vom für die ukrainische Sicht einflussreichen Duma-Abgeordneten Dmitri Kulikow aber schon 2006 formuliert worden, dass es in der Ukraine keine moskauorientierte Elite gäbe: „Wenn Sie also irgendwo in der Ukraine eine prorussische Bevölkerung finden, dann vielleicht nur in einer Stadt – in Sewastopol. Aber ich würde dort die Bezeichnung ändern. Sie ist nicht prorussisch, sie ist einfach russisch. Die Stadt Sewastopol hat eine russische Bevölkerung, nicht eine prorussische ukrainische Bevölkerung.  Und so gibt es in der Ukraine im Allgemeinen keine prorussische Bevölkerung.“